# 알렉세이 에레멩코
알렉세이 에레멩코(핀란드어: Alexei Eremenko, 러시아어: Алексей Алексеевич Ерёменко 알렉세이 알렉세예비치 예료멘코[*], 1983년 3월 24일 ~ )는 핀란드의 전직 축구 선수로 선수 시절 포지션은 공격형 미드필더이다.

## 사생활
소련 로스토프나도누 출신이며 7세 시절에 아버지와 함께 핀란드로 이주했다. 그의 아버지인 알렉세이 에레멘코는 축구 선수로 활동했으며 그의 형제인 로만 에레멩코, 세르게이 에레멩코 또한 축구 선수로 활동했다. 2003년에 핀란드 시민권을 취득했다.

## 클럽 경력
2001년 요케리트에서 선수 생활을 시작했으며 2002년에 HJK 헬싱키로 이적했다. 2004년에는 이탈리아의 레체로 이적했고 2006년에는 러시아의 사투른 라멘스코예로 이적했다. 2009년부터 2011년까지는 우크라이나의 메탈리스트 하르키우 소속으로 뛰었지만 핀란드의 야로, 스코틀랜드의 킬마녹으로 임대 이적하기도 했다.
2011년에는 그의 동생인 로만 에레멩코와 함께 러시아의 루빈 카잔으로 이적했지만 주전 경쟁에서 밀렸고 2013년에 카자흐스탄의 카이라트로 자유 이적하게 된다. 2014년에는 스코틀랜드의 킬마녹, 2015년에는 핀란드의 야로로 각각 이적했고 2016년에는 SJK 세이내요키로 이적했다.

## 국가대표팀 경력
2003년 10월 11일에 열린 캐나다와의 경기에서 데뷔했다. 2003년부터 2013년까지 핀란드 축구 국가대표팀에서 57경기에 출전하여 14골을 기록했다.

## 수상

### 클럽
- HJK 헬싱키: 베이카우스리가 2회 우승 (2002, 2003), 핀란드컵 1회 우승 (2003)
- 루빈 카잔: 러시아컵 1회 우승 (2011-12), 러시아 슈퍼컵 1회 우승 (2012)

### 개인
- 2010년 11월 스코틀랜드 프리미어리그 올해의 선수상 수상